# پل فور (ورزشکار پنج‌گانه مدرن)
پل فور (فرانسوی: Paul Four‎؛ زادهٔ ۱۳ فوریهٔ ۱۹۵۶) ورزشکار پنج‌گانه مدرن اهل فرانسه است.
وی در مسابقات کشوری و بین‌المللی در مجموع برندهٔ ۱ مدال برنز شده‌است.